# 88961 Valpertile
88961 Valpertile este un asteroid din centura principală de asteroizi.

## Descriere
88961 Valpertile este un asteroid din centura principală de asteroizi. A fost descoperit pe 14 octombrie 2001 la Cima Ekar în cadrul programului Asiago-DLR Asteroid Survey. Asteroidul prezintă o orbită caracterizată de o semiaxă mare de 2,70 ua, o excentricitate de 0,10 și o înclinație de 7,8° în raport cu ecliptica.